# Jochen Bohn
Jochen Bohn (* 1969 in Siegen) ist ein deutscher Staatswissenschaftler und Offizier der Bundeswehr. Er ist außerplanmäßiger Professor für Politische Philosophie und Sozialethik an der Universität der Bundeswehr München und Prüfstabsoffizier am Assessmentcenter für Führungskräfte der Bundeswehr.

## Werdegang
Nach seinem Abitur am Evangelischen Gymnasium Siegen-Weidenau war Bohn von 1988 bis 2000 Offizier des Truppendienstes im deutschen Heer. Er wurde zum Offizier für Psychologische Verteidigung (heute: Operative Kommunikation) ausgebildet und war im ersten SFOR-Kontingent 1997 beim Hauptquartier der NATO in Sarajevo (BiH) eingesetzt. Hier hat er den deutschen Anteil der NATO-Information-Campaign mitverantwortet. Von 1997 bis 2000 war er als Stabsabteilungsleiter im Feldjägerbataillon 760 (München) für Führungs- und Informationsmanagement des Verbandes zuständig.
Nach Ende seiner militärischen Dienstzeit wechselte Bohn 2000 als Assistent an das Institut für Theologie und Ethik der Universität der Bundeswehr München. Nebenberuflich hat er als Stabsoffizier für Presse- und Öffentlichkeitsarbeit beim Wehrbereichskommando IV (München) geübt. Seit 2019 ist Bohn wieder aktiver Soldat und beim Bundesamt für das Personalmanagement der Bundeswehr (Köln) in der Personalgewinnung tätig.
Von 1991 bis 1995 hat Bohn an der Universität der Bundeswehr München Staats- und Sozialwissenschaften studiert. 1998 bis 2001 absolvierte er das Studium der Wirtschaftsphilosophie an der FernUniversität in Hagen. 2003 wurde Bohn an der Universität der Bundeswehr München zum Doktor der Staats- und Sozialwissenschaften promoviert, 2013 folgte ebenda die Habilitation.
Bohn ist verheiratet und hat vier Töchter.

## Denken
Bohn arbeitet auf der Schnittstelle von Politischer Philosophie und Politischer Theologie. Zunächst angestoßen durch Dietrich Bonhoeffers Gefängnistheologie, dann angeregt durch den theological turn in Teilen der französischen und italienischen Philosophie, entwickelt er eine veränderte Erzählung des Wirklichen. Im erweiterten Kontext postsäkularer Denkbewegungen schlägt Bohn vor, Interpretation und Handhabung des Wirklichen sowohl in therapeutischer als auch in politischer Absicht nicht mehr auf ideelle oder materielle Gültigkeiten, sondern auf eine fiktive Wirklichkeitsungültigkeit zu gründen. Bohn geht dabei aus von der Figur des als ob nicht (ὡς μὴ), die im messianischen Denken bei Paulus von Tarsus vorgeprägt ist.
In militärethischen Diskursen gilt Bohn als Kritiker der Inneren Führung und des Leitbildes vom Staatsbürger in Uniform. Er warnt hier vor allem vor einer systemimmanent angelegten Gefahr der Gewaltfunktionalisierung deutscher Soldaten. Dem soll nicht zuletzt eine nachhaltige politische Aufwertung der Bundeswehr entgegenwirken. Erreicht werden soll diese Aufwertung durch Umbrüche im äußeren und inneren Gefüge der Streitkräfte, gerade auch durch eine grundlegende Reform der Bildung des militärischen Führernachwuchses.

## Schriften (Auswahl)
- Der Mensch im calvinischen Staat. Göttliche Weltordnung und politischer Beruf (= Biblia et symbiotica. Band 11). Verlag für Kultur und Wissenschaft Schirrmacher, Bonn 1995, ISBN 3-926105-45-3 (zugleich Diplomarbeit, Universität der Bundeswehr München 1995).
- Herrschaft ohne Naturrecht. Der Protestantismus zwischen Weltflucht und christlicher Despotie (= Erfahrung und Denken. Band 93). Duncker & Humblot, Berlin 2004, ISBN 3-428-11506-6 (zugleich Dissertation, Universität der Bundeswehr München 2003).
- als Herausgeber mit Thomas Bohrmann: Religion als Lebensmacht. Eine Festgabe für Gottfried Küenzlen. Evangelische Verlagsanstalt, Leipzig 2010, ISBN 978-3-374-02780-4.
- als Herausgeber mit Thomas Bohrmann und Gottfried Küenzlen: Die Bundeswehr heute. Berufsethische Perspektiven für eine Armee im Einsatz (= Beiträge zur Friedensethik. Band 44). Kohlhammer, Stuttgart 2011, ISBN 978-3-17-021654-9.
- Reservation. Entwurf einer Theologie der Politik (= Schriften des Instituts für Theologie und Ethik der Universität der Bundeswehr München. Band 2). Lit-Verlag, Berlin 2013, ISBN 978-3-643-12417-3.